# Fridolin Stadelmann
Fridolin Stadelmann (* 31. März 1877 in Alberschwende; † 11. Oktober 1948 in Schwarzach) war ein österreichischer Politiker (CSP/ÖVP) und Sägewerkbesitzer. Er war von 1923 bis 1932 Abgeordneter zum Vorarlberger Landtag. 

## Ausbildung und Beruf
Stadelmann besuchte zunächst die Volksschule in seiner Heimatgemeinde Alberschwende und erlernte nach seinem Schulbesuch in zwei verschiedenen Sägewerken des Bregenzerwaldes das Sägehandwerk. Zwischen den Jahren 1895 und 1898 leistete er seinen Militärdienst beim Tiroler Kaiserjägerregiment in Wien ab, 1906 übernahm er die Stelle des Geschäftsführers der Firma Hartmann und Lässer, einem  Dampfsägewerk in Hard. Zusammen mit dem Besitzer dieser Firma gründete Stadelmann im Jahr 1911 die Firma Lässer und Stadelmann in Schwarzach, die später unter dem Namen Stadelmann und Lässer firmierte. Stadelmann stand dieser Firma bis zu seinem Tod im Jahr 1948 vor. Er selbst diente während des Ersten Weltkriegs zwischen 1914 und 1918 in der Armee. 

## Politik und Funktionen
Fridolin Stadelmann war Mitglied der Christlichsozialen Partei und engagierte sich als Mitglied im Landesfachverband der Vorarlberger Sägewerke. Zwischen den Jahren 1932 und 1938 war er auch Vorstandsmitglied sowie Vorstandsmitglied der Exportvereinigung des Landesfachverbandes der Vorarlberger Sägewerke. Er engagierte sich lokalpolitisch zwischen den Jahren 1924 und 1932 als Mitglied der Gemeindevertretung von Schwarzach in Vorarlberg und wurde am 6. November 1923 als Abgeordneter des Wahlbezirkes Bregenz im Vorarlberger Landtag angelobt. Er gehörte im Sitzungsjahr 1923/24 als Mitglied dem Finanz- und Steuerausschuss an und war in der Folge von 1925 bis zum Jahr 1928 Mitglied im  Volkswirtschaftlichen Ausschuss. Zuletzt war er im Sitzungsjahr 1930 Mitglied im Rechtsausschuss. Friedolin Stadelmann schied per 21. November 1932 aus dem Vorarlberger Landtag aus. Nach dem Zweiten Weltkrieg trat er der Österreichischen Volkspartei bei und fungierte als Ortsparteiobmann der Österreichischen Volkspartei in Schwarzach. 

## Privates
Fridolin Stadelmann war der Sohn des Landwirts Johann Michael Stadelmann (1841–1901) und dessen Gattin, der Dienstmagd Maria Agathe Sohm (1849–1907). Beide Elternteile wurden wie Fridolin Stadelmann in Alberschwende geboren. Er heiratete 1910 in Hard Maria Aloisia Neyer (1887–1976) und wurde 1911 Vater einer Tochter bzw. 1913 Vater eines Sohnes.

## Auszeichnungen
- Große Silberne Tapferkeitsmedaille (Zwei Mal während des Ersten Weltkriegs verliehen)
- Bronzene Tapferkeitsmedaille (Erster Weltkrieg)
- Kaiser Karl-Truppenkreuz (Erster Weltkrieg)
- Verwundetenmedaille (Erster Weltkrieg)